# Altorricón
Altorricón (katalánul: El Torricó) település Spanyolországban, Huesca tartományban. Altorricón Alcampell, Almacelles és Tamarite de Litera községekkel határos. Lakosainak száma 1472 fő (2024).

## Népesség
A település lakosságának változását az alábbi diagram mutatja:
| Lakosok száma | 1464 | 1447 | 1469 | 1518 | 1492 | 1477 | 1466 | 1417 | 1441 | 1472 |
|               | 2001 | 2004 | 2006 | 2009 | 2011 | 2014 | 2016 | 2019 | 2021 | 2024 |